# ツメカクシクワガタ属
ツメカクシクワガタ属（ツメカクシクワガタぞく、爪隠鍬形虫　Penichrolucanus）は、昆虫綱鞘翅目・クワガタムシ科・ツメカクシクワガタ属の総称。
本属と、南米に住むナンベイツメカクシクワガタ属（南米爪隠鍬形虫 Brasilucanus）の二属で、ツメカクシクワガタ族 Penichrolucaniniを構成する。

## 特徴
体長は1cm以下のものが多い非常に小型のクワガタムシで、体つきはチビクワガタや、ルリクワガタのようなややスマートな体型の小型種をずんぐりとさせて寸止めの体型にしたように見えるが、頭部側面と前方にかけて板状の突起が顔を覆うようになり、上から見るとクワガタムシらしくない姿で、ゴミムシダマシ類や、コクヌスト類と間違えそうな姿をしているが、頭部先端突起の下には微小ながらもクワガタムシ特有の大顎があり、触角もくの字の先端にブラシ状に突起が並ぶクワガタムシの証明が出ている。
名前の由来は、足が短く、符節部分が脛節部分に隠れるように見える事からだが、シロアリの巣に住み着き、そこで暮らすことから「アリノスクワガタ」（蟻巣鍬形虫）という別名でも呼ばれる。体色は多くが赤褐色や、鼈甲色に近いものとなる。

## 生態
腐蝕した木を食べるシロアリの巣に暮らし、幼虫はシロアリが砕いた木片などを食べて成長すると云われ、成虫もシロアリの巣に居続けてそこに暮らすことから、好白蟻性の昆虫だと思われ、成虫の頭部廻りの突起や、短い符節はシロアリの攻撃から身を守る為だともいわれるが、その生態は殆ど判っていない。
日本には生息していない。

## 種類

### ツメカクシクワガタ属Penichrolucanus
ツメカクシクワガタ　Penichrolucanus copricephalus Deyrolle,1863
コプリセファルスとも呼ばれるツメカクシクワガタの基準種。体長6-7mmで、マレー半島、カリマンタン島に生息。
エロンガタスツメカクシクワガタ Penichrolucanus elongatus Arrow,1935
前種より翅に篆刻が入る。マレー半島とスマトラに住む。
ヒロヒロツメカクシクワガタ　Penichrolucanus hirohiro Nagai,2001
スラウェシ島に分布。やや幅広の体型となる。
レベルツメカクシクワガタ　Penichrolucanus leveri Arrow,1938
ソロモン諸島とニューブリテン島に住む。
マルティニツメカクシクワガタ　Penichrolucanus martinii Schenk,2006
ボルネオ北部に生息。
サマトレンシスツメカクシクワガタ　Penichrolucanus sumatrensis Arrow,1935
スマトラに住む。
クリプトニカスツメカクシクワガタ Penichrolucanus cryptonychus (Zhang,1988 )
チベットに生息。アジア地域では唯一大陸部に生息している。
ニコバルツメカクシクワガタ Penichrolucanus nicobaricus
ニコバル諸島、アンダマン諸島に分布。
アレンツメカクシクワガタ　 Penichrolucanus arensis
2015年にフィリピンで発見された新種。

### ナンベイツメカクシクワガタ属Brasilucanus
ナンベイツメカクシクワガタ　Brasilucanus alvarengai Vulcano et Pereira,1961
アルバレンツメカクシとも、アメリカアリノスクワガタとも呼ばれるナンベイツメカクシクワガタの基準種。体長9-10mmで、フランス領ギアナに分布。
アコモスナンベイツメカクシクワガタ　Brasilucanus acomus Ratcliffe,1984
ブラジルとペルーに生息。アジア地域の種よりやや大型化し、体つきが左右に膨らみ、オオアリノスクワガタとも呼ばれる。

## 参照
- 学研の図鑑『カブトムシ・クワガタムシ』　学研　ISBN 4-05-500421-4